# Infirmière de Nuit
Night Nurse est une série de bandes dessinées de Marvel Comics publiée au début des années 1970, et a été reprise plus tard pour représenter l'alter ego de l'un de ses personnages, Linda Carter. Carter était l'un des trois personnages principaux de Night Nurse #1 (couverture datée de novembre 1972). Elle était auparavant à la tête d'une autre série Marvel, Linda Carter, Student Nurse, publiée en 1961. Carter a ensuite adopté le nom de « Night Nurse ». Elle est apparue pour la première fois dans Daredevil #58 (mai 2004) en tant que professionnelle médicale spécialisée dans l'aide aux super-héros blessés. 
Rachel McAdams a interprété Christine Palmer dans le film Doctor Strange de Marvel Cinematic Universe (2016). Dans cette version, elle est chirurgienne et amie de longue date du docteur Strange. 

## Historique des publications
Night Nurse est un titre de Marvel Comics qui a duré quatre numéros (de novembre 1972 à mai 1973). La série dramatique / romance médicale se concentrait sur les aventures de trois femmes colocataires qui travaillent le quart de nuit au fictif Metropolitan General Hospital de New York : Linda Carter, Georgia Jenkins et Christine Palmer.
Night Nurse faisait partie d'un trio de Marvel Comics visant un public féminin, aux côtés de The Claws of the Cat et de Shanna the She-Devil. Le scénariste et rédacteur en chef de Marvel, Roy Thomas, a révélé en 2007 que le rédacteur en chef Stan Lee « avait l'idée, et je pense, les noms pour les trois. Il voulait faire des livres qui auraient un attrait spécial pour les filles. Nous étions toujours à la recherche d'un moyen d'étendre notre franchise. Mon idée, c'était de faire en sorte que les femmes les écrivent ». 
La série edt l'œuvre de la scénariste Jean Thomas, à l'époque mariée à Roy Thomas, et du dessinateur Winslow Mortimer. Contrairement à la plupart des séries Marvel de l'époque, les histoires ne contiennent ni super-héros ni éléments fantastiques. Cependant, les infirmières de nuit sont confrontées « au danger, au drame et à la mort », comme l'indique le slogan sur la couverture. Elles déjouent des attentats à la bombe, démasquent des chirurgiens incompétents et affrontent des tueurs à gages. 
Night Nurse #4 est le seul numéro de la série qui se déroule hors du Metro General et de New York. Le cadre urbain des trois premiers numéros laisse la place à un manoir sinistre avec passages secrets poussiéreux et lumières mystérieuses. C'est Christine qui va se retrouver plongée dans cette aventure gothique. Le numéro 4 est également le dernier de la série. Dans une interview de 2010, Jean Thomas avance une théorie quant à l'annulation anticipée de la série : 
 « Night Nurse cherchait à créer une bande dessinée susceptible de toucher les jeunes lectrices  de séries  telles que Cherry Ames, Sue Barton et Nancy Drew. Peut-être que le format de la bande dessinée ne leur plaisait tout simplement pas. Elle peut également avoir été difficile à distribuer ou à afficher : trop sérieuse pour figurer parmi les bandes dessinées romantiques et pas assez orientée vers l'action masculine pour côtoyer les bandes dessinées de super-héros. Ses faibles chiffres de vente ont donc malheureusement  conduit à sa suppression ». 
 Linda Carter est réapparue en tant que professionnelle médicale spécialisée dans l'aide aux super-héros blessés dans Daredevil (vol. 2) #58 (mai 2004), écrit par Brian Michael Bendis et dessiné par Alex Maleev. Matt Murdock / Daredevil se réfère alors à elle comme « l'infirmière de nuit... [qui est] bienveillante envers... les personnes masquées qui se font un peu entailler dans... l'appel du devoir ».
La co-vedette de Night Nurse, Christine Palmer, est réapparue dans Nightcrawler (vol. 3) #1 (sept. 2004). Roberto Aguirre-Sacasa, le scénariste de Nightcrawler, a déclaré qu'il était « un grand fan » de Night Nurse, et voulait utiliser le personnage quand il s'est rendu compte que sa première histoire Nightcrawler aurait lieu dans un hôpital. 
Un numéro unique, Night Nurse (vol. 2) (juillet 2015), a réédité les quatre numéros de la série des années 1970 ainsi que Daredevil (vol. 2) #80 (février 2006). 
Avant Night Nurse, l'auteur-éditeur Stan Lee et le dessinateur Al Hartley ont créé la série Linda Carter, Student Nurse pour Atlas Comics, précurseur de Marvel dans les années 1950. Neuf numéros ont été publiés (septembre 1961 - janvier 1963).

## Personnages
Au départ, les trois colocataires se chamaillent, mais leur solitude les rapproche et elles deviennent les meilleures amies. À l'origine, aucune des trois infirmières n'utilisait alors « infirmière de nuit » comme sobriquet, bien que l'encart « prochain numéro » dans Night Nurse #1 promettait « plus d'aventures réalistes de Linda Carter, Infirmière de Nuit ! ». 

### Linda Carter
Première apparition :
- en tant que Linda Carter dans Linda Carter, Student Nurse #1 (september 1961)
- en tant qu'Infirmière de Nuit dans Daredevil #58 (mai 2004)

Créé par Stan Lee et Al Hartley. 

Linda Carter est la fille d'un médecin à Allentown, New York. Après avoir déménagé à New York et emménagé avec ses colocataires Christine Palmer et Georgia Jenkins, elle rencontre Marshall Michaels,  un homme d'affaires riche, et en tombe amoureuse. Lorsqu'il l'oblige à choisir entre l'épouser ou rester au Metro General comme infirmière, elle choisit sa carrière. Dans les deux numéros suivants de la série, Linda démontre que ses compétences ne se limitent pas à la pratique infirmière. Elle effectue un travail de détective pour dénoncer un chirurgien incompétent et empêcher un tueur à gages d'assassiner un patient. Au moment où la série a été annulée, elle avait commencé une romance avec le Dr Jack Tryon, un jeune interne. Palmer est le protagoniste de Night Nurse #4, Carter faisant un caméo dans une seule case et Jenkins n'apparaissant pas du tout. 
Carter réapparaît dans Daredevil (vol. 2) #58 (mai 2004). Elle prend soin du héros grièvement blessé lors de sa défaite contre les Yakuza,,. Ayant été sauvée par un super-héros et voulant rembourser la communauté surhumaine en s'occupant de leur santé, souvent gratuitement, elle devient un personnage sur qui les super-héros (Luke Cage et Iron Fist par exemple) peuvent compter quand ils recherchent des soins médicaux officieux. Pendant la « guerre civile », l'infirmière de nuit prend le parti de Captain America contre la loi de recensement des super-héros et rejoint son groupe de résistance. Bien qu'elle soit difficile à reconnaître dans Civil War #2 (août 2006), le rédacteur en chef Tom Brevoort a précisé que c'était bien Carter qui accueillait l'équipe de super-héros The Young Avengers au nouveau siège. Carter fait équipe avec le docteur Strange dans la mini-série de cinq numéros Doctor Strange: The Oath (décembre 2006-avril 2007), Durant l'épisode, Carter et Strange entretiennent une relation qui prendra fin plus tard. 
Carter a ensuite soigné l'assassin ninja Elektra, qui avait été grièvement blessée après avoir été enlevée et torturée par les Skrulls lors de leur invasion, extraterrestres qui peuvent se métamorphoser. Carter et Elektra se lieront d'amitié après que cette dernière soit emprisonnée par une organisation nouvellement formée, le HAMMER. 

### Georgia Jenkins
Première apparition dans Night Nurse #1 (novembre 1972)
Créé par Jean Thomas et Win Mortimer.
Georgia Jenkins est une infirmière afro-américaine qui vient d'un quartier du centre-ville, à quelques pâtés de maisons de l'hôpital Metro General. Pendant ses jours de congé, elle fournit des soins médicaux gratuits aux personnes de son ancien quartier. Elle découvre que Ben, son frère aîné, s'est fait manipuler et a failli faire exploser le générateur de l'hôpital. Même si Ben change d'avis et est abattu alors qu'il tentait de protéger les infirmières, Georgia découvre dans le numéro 3 qu'il a été condamné pour 10 à 20 ans de prison. Tout ceci la met en colère et elle juge sa peine trop lourde, surtout quand on sait que de puissants mafieux sont toujours en liberté. 

### Christine Palmer
Première apparition dans Night Nurse #1 (novembre 1972)
Créé par Jean Thomas et Win Mortimer.
Christine Palmer quitte sa maison dans « une banlieue huppée du Mid-Ouest » contre la volonté de son père, dans l'intention de « refaire sa vie sans l'argent de son père ». Dans le numéro 2, son père vient à New York pour essayer de la convaincre de reprendre sa vie auprès de sa famille et d'être mariée, en la menaçant : « si vous ne rentrez pas à la maison avant Thanksgiving, alors ne rentrez pas du tout ! » Bien qu'elle prenne en considération son ultimatum, elle choisit de rester à New York et devient infirmière chirurgicale pour le Dr William Sutton. Lorsque la carrière de ce dernier prend tragiquement fin, elle quitte New York et ses amis pour voyager à travers le pays, trouvant un poste d'infirmière privée pour un paraplégique dans un effrayant manoir. Cette situation ne sera que de courte durée. Palmer finit par retourner à l'Hôpital Metro General où elle rencontre d'abord Tornade et Diablo des X-Men. Il est révélé dans la série Nightcrawler (Diablo) que sa mère vit à Tucson, en Arizona . 

## Dans d'autres médias

### Univers cinématographique Marvel

#### Film
- Christine Palmer apparaît dans Doctor Strange (2016), interprétée par Rachel McAdams[18],[19],[20]. Dans le film elle est chirurgienne, collègue et ex-petite amie de Stephen Strange. Palmer essaie d'abord d'aider ce dernier à reprendre une vie normale après son accident de voiture qui lui a définitivement endommagé les mains. Elle le quittera plus tard, car il lui reproche de le prendre en pitié. Elle effectuera une procédure médicale d'urgence sur Strange à la suite d'une blessure critique qu'il a subie lors de sa bataille contre Kaecilius et ses fanatiques au Sanctuaire de New York. Plus tard, elle essaie de sauver l'Ancien sans succès, les blessures de ce dernier étant beaucoup trop graves.

#### Télévision
- Dans la série télévisée Daredevil de l'univers cinématographique Marvel, exclusive à Netflix, Rosario Dawson incarne une infirmière nommée Claire Temple, un personnage ayant des similitudes avec l'infirmière de nuit et le personnage de bande dessinée du même nom, un médecin principalement associé à Luke Cage[21],[22],[23]. Steven S. DeKnight, le showrunner de Daredevil, a avoué que le personnage « devait être à l'origine la véritable infirmière de nuit des bandes dessinées... son nom était dans un script du MCU pour un film et il était possible qu'elle y soit utilisée » et « qu'il avait des plans pour elle », il a donc dû utiliser le nom de Claire Temple à la place[24],[13]. Il a ajouté: « Nous avons pris à la place un personnage très similaire à Night Nurse ». Dawson reprit le rôle dans les séries : Jessica Jones[25], Luke Cage[26],[27], Iron Fist et The Defenders[28],[29]. Dans Luke Cage, un gangster nommé Sugar (interprété par Sean Ringgold) fait référence à Claire d'un ton méprisant en l'appelant « Night Nurse »[30].
- Linda Carter est référencée dans l'épisode « The Defenders » de la série The Defenders[31]. Elle figure sur le tableau blanc de la chambre d'hôpital de Misty Knight lorsque Colleen Wing lui rend visite.

### Jeux vidéo
- Dans le jeu mobile au tour par tour Marvel Strike Force, l'infirmière de nuit est un personnage de héros déblocable qui peut rejoindre l'équipe du joueur. Elle est armée d'un pistolet qui tire des aiguilles hypodermiques, mais agit principalement comme guérisseuse pour l'équipe.